# Lleguimán
Lleguimán es una localidad costera del sur de Chile que pertenece a la comuna de Hualaihué, Región de los Lagos. Según el censo de 2017 tiene 57 habitantes.

## Descripción
«Lleguimán» o «Lleguimanque» en lengua indígena significa «Donde nació un cóndor».
Uno de los oficios más destacados es la construcción de botes y lanchas a través de astilleros artesanales.
Esta localidad cuenta con la escuela básica San Francisco y una iglesia. Se encuentra en la llamada «ruta costera» de la comuna,  que une distintos caseríos a orillas del seno de Reloncaví y del golfo de Ancud. En dirección a Contao le siguen Chauchil (5 km), Caleta Queten (10 km), Rolecha (14 km), y Tentelhue (18 km), mientras que camino a Hornopirén le sigue Hualaihué Puerto (9 km).

## Biodiversidad
Lleguimán, ubicado en la región de Los Ríos en Chile, cuenta con una rica biodiversidad. En sus alrededores, se pueden encontrar diversas especies animales y vegetales que habitan en este hermoso lugar.
En cuanto a la fauna, es posible encontrar aves como el chucao, el tiuque y el carpintero negro. También se pueden observar mamíferos como el pudú, el zorro chilla y el coipo. Además, Lleguimán es hogar de una gran variedad de insectos y anfibios.
En cuanto a la flora, este lugar se caracteriza por su vegetación nativa. Se pueden encontrar árboles como el roble, el coigüe y el arrayán. También hay una gran diversidad de arbustos y plantas herbáceas.

## Geografía
Lleguimán es una localidad ubicada en la región de Los Ríos, en Chile. Se encuentra en un entorno natural privilegiado, rodeado de hermosos paisajes y una geografía diversa.
En cuanto a su relieve, Lleguimán se caracteriza por tener colinas suaves y onduladas, típicas de la zona central de Chile. Además, se encuentra cerca de la cordillera de los Andes, lo que le otorga una vista panorámica impresionante.
Uno de los principales atractivos geográficos de Lleguimán es la presencia de la laguna del mismo nombre. Esta laguna es un cuerpo de agua de tamaño considerable que ofrece un escenario perfecto para actividades como la pesca y el turismo al aire libre.
En cuanto al clima, Lleguimán experimenta un clima templado lluvioso con influencia oceánica. Los inviernos son frescos y húmedos, mientras que los veranos son suaves y con temperaturas agradables.